# 1945 v letectví
Tento článek obsahuje seznam událostí souvisejících s letectvím, které proběhly roku 1945.

## Události

### Leden
- 1. ledna – Luftwaffe zahájila útok na spojenecká letiště v západní Evropě (Operace Bodenplatte)

### Únor
- 13.–15. února – spojenecké bombardéry útočí zápalnými bombami na Drážďany. Většina města je zničena a je zabito asi 50 000 lidí.
- 21. února – letadlová loď USS Saratoga je vážně poškozena při útoku kamikaze

### Březen
- 21. března – poprvé je při útocích kamikaze použit speciálně sestrojený sebevražedný letoun Jokosuka Óka, ale bez úspěchu
- 22. března – při náletu amerických bombardérů na rafinerii a vlakové nádraží je zničena většina města Kralupy nad Vltavou
- 27. března – v Kentu dopadla poslední raketa V-2 odpálená na Británii

### Duben
- 10. dubna – Luftwaffe provádí svůj poslední let nad Británii (průzkumný let proudového Arada Ar 234)

### Květen
- 7. května – Royal Air Force potopilo poslední německou ponorku
- 8. května – Třetí říše bezpodmínečně kapitulovala a druhá světová válka v Evropě skončila
- 9. května – Sovětské letectvo uskutečnilo nálet na Mladou Boleslav, při němž zahynulo asi 450 osob a bylo zničeno 32 staveb, další utrpěly poškození, včetně těžkých škod na místní automobilce

### Červenec
- 28. července – bombardér B-25 Mitchell narazil do mrakodrapu Empire State Building

### Srpen
- 1. srpna – bombardéry USAAF bombardují zápalnými bombami japonské město Tojama. Skoro celé město je zničeno.
- 6. srpna – B-29 Superfortress Enola Gay svrhuje jadernou bombu Little Boy na japonské město Hirošima. Jde o první jaderný útok v historii.
- 9. srpna – B-29 Superfortress Bockscar svrhuje plutoniovou jadernou bombu Fat Man na Nagasaki. Jde o druhý (a snad i poslední) jaderný útok v historii.
- 14. srpna – Japonsko kapituluje a končí tak válka v Tichomoří (a zároveň i celá druhá světová válka)
- 15. srpna – sedm letounů japonského císařského námořnictva provádí poslední sebevražedný útok kamikaze celé války
- 19. srpna – dva letouny Micubiši G4M přepravují japonskou kapitulační delegaci na ostrov Iedžima

### Září
- ukořistěný Focke-Achgelis Fa 223 jako první vrtulník přeletěl Lamanšský průliv
- 20. září – experimentální Gloster Meteor s motory Rolls-Royce Trent provedl první let jen s turbovrtulovými motory

### Prosinec
- 3. prosince – Sea Vampire Mk 5 se stal prvním proudovým letadlem, které vzlétlo a přistálo na letadlové lodi (HMS Ocean)

## První lety
- Cierva W.9
- Douglas TB2D Skypirate

### Leden
- 26. ledna – McDonnell XFD-1 Phantom, první proudový letoun operující z letadlových lodí US Navy

### Únor
- 1. února – Kawasaki Ki-100
- 11. února – Convair XP-81
- 21. února – Hawker Sea Fury, prototyp SR661
- 25. února – Bell XP-83
- 27. února – Curtiss XF15C-1

### Březen
- 1. března – Bachem Ba 349
- 18. března:
  - Douglas XB2D-1, prototyp AD Skyraideru
  - Douglas XTB2D Skypirate

### Duben
- Nakadžima Ki-87
- 19. dubna – de Havilland Sea Hornet, prototyp PX212
- 27. dubna – Pilatus P-2

### Květen
- 8. května – Jokosuka R2Y
- 17. května – Lockheed Neptune Bu48237

### Červen
- 10. června – Iljušin Il-16
- 14. června – Avro Tudor 1, G-AGPF
- 15. června – North American P-82 Twin Mustang[1][2][3]
- 22. června – Vickers Viking, prototyp G-AGOK

### Červenec
- 3. července – Northrop F-15 Reporter
- 5. července – Fairey Spearfish
- 7. července – Micubiši J8M

### Srpen
- 3. srpna – Kjúšú J7W Šinden
- 7. srpna – Nakadžima J9N Kikka, první japonský proudový letoun
- 15. srpna – Iljušin Il-12

### Září
- 12. září – Northrop XP-79 Flying Ram
- 25. září – de Havilland Dove

### Říjen
- 27. října – Bristol Buckmaster
- 28. října – LWD Szpak

### Listopad
- 10. listopadu – Jakovlev Jak-11
- 15. listopadu – PZL S-1
- 20. listopadu – Saab 91 Safir

### Prosinec
- 2. prosince – Bristol 170, G-AGPV
- 8. prosince – Bell 47, prototyp NC1H
- 15. prosince – Nord Norécrin
- 22. prosince – Beechcraft Bonanza